# 25. ročník udílení Cen Sdružení filmových a televizních herců
25. ročník udílení Cen Sdružení filmových a televizních herců se konal dne 27. ledna 2019. Ocenění se předalo nejlepším filmovým a televizním vystoupením v roce 2018. Nominace byly oznámeny 12. prosince 2018. Ceremoniál vysílaly stanice TNT a TBS. Dne 4. října 2018 bylo oznámeno, že Alan Alda získá cenu Celoživotní ocenění. Moderátorem večera byla Megan Mullally.

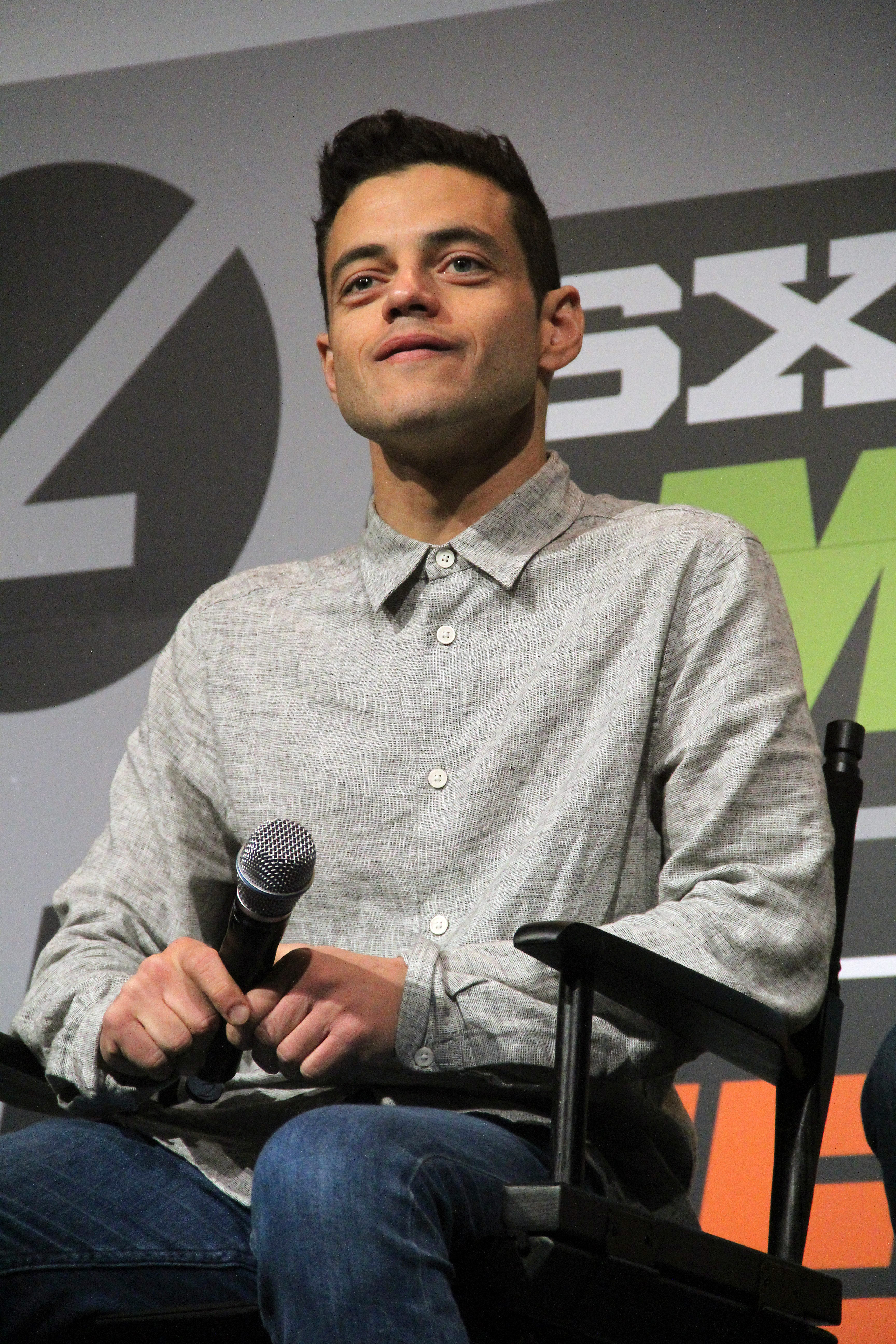
Rami Malek, vítěz v kategorii nejlepší mužský herecký výkon v hlavní roli

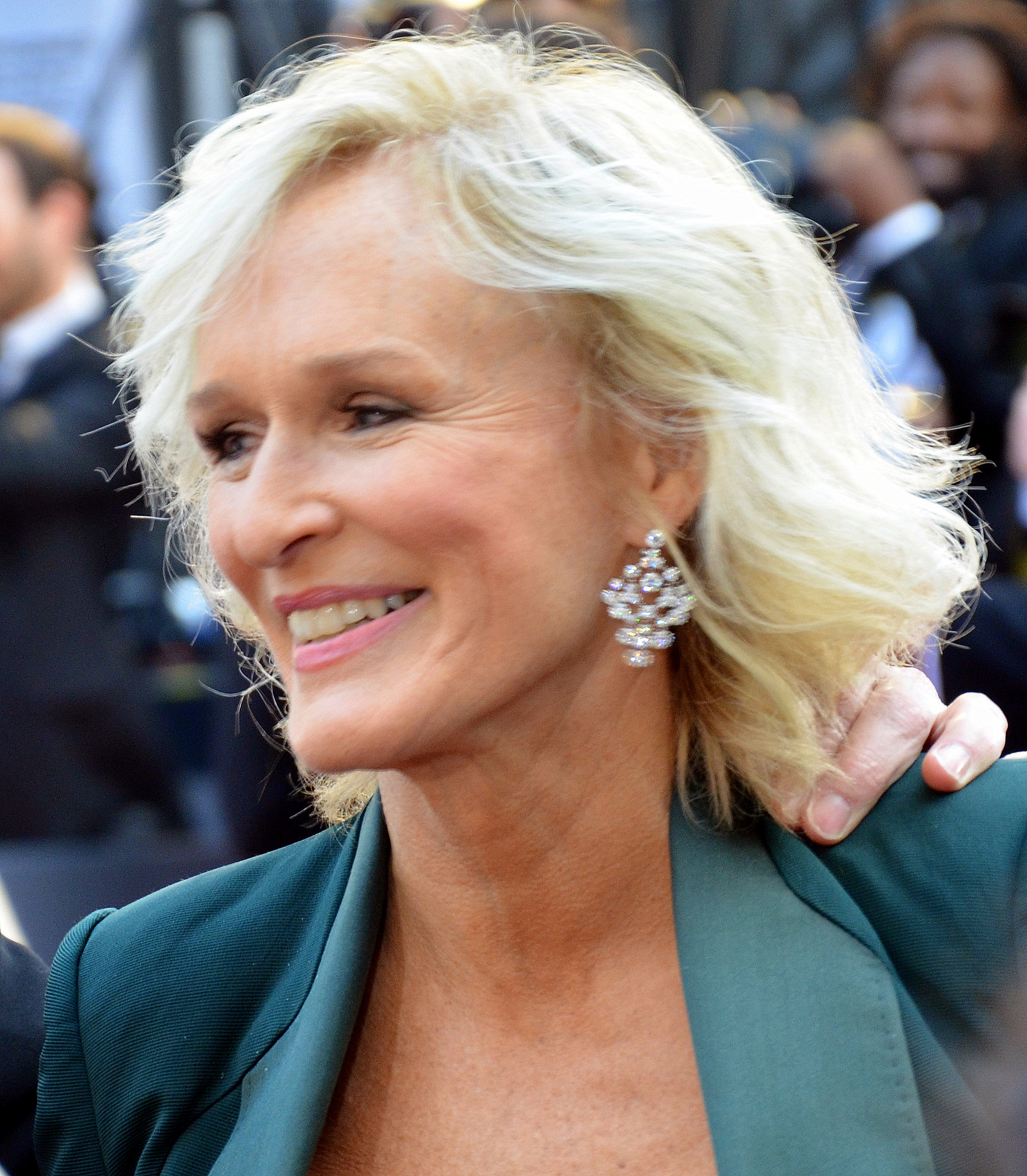
Glenn Close, vítězka v kategorii nejlepší ženský herecký výkon v hlavní roli

## Vítězové a nominovaní
Tučně jsou označeni vítězové.

### Film
| Nejlepší mužský herecký výkon v hlavní roli | Nejlepší ženský herecký výkon v hlavní roli |
| --- | --- |
| Rami Malek jako Freddie Mercury – Bohemian Rhapsody - Christian Bale jako Dick Cheney – Vice - Bradley Cooper jako Jackson Maine – Zrodila se hvězda - Viggo Mortensen jako Frank „Tony Lip“ Vallelonga – Zelená kniha - John David Washington jako Ron Stallworth – BlacKkKlansman | Glenn Close jako Joan Castleman – Žena - Emily Bluntová jako Mary Poppins – Mary Poppins se vrací - Olivia Colmanová jako královna Anna – Favoritka - Lady Gaga jako Ally Maine – Zrodila se hvězda - Melissa McCarthy jako Lee Israel – Dokážete mi kdy odpustit? |
| Nejlepší mužský herecký výkon ve vedlejší roli | Nejlepší ženský herecký výkon ve vedlejší roli |
| Mahershala Ali jako Don Shirley – Zelená kniha - Timothée Chalamet jako Nic Sheff – Beautiful Boy - Adam Driver jako Flip Zimmerman – BlacKkKlansman - Sam Elliott jako Bobby Maine – Zrodila se hvězda - Richard E. Grant jako Jack Hock – Dokážete mi kdy odpustit? | Emily Bluntová jako Evelyn Abbott – Tiché místo - Amy Adams jako Lynne Cheney – Vice - Margot Robbie jako královna Alžběta – Marie, královna skotská - Emma Stoneová jako Abigail Hill – Favoritka - Rachel Weisz jako Sarah Churchill – Favoritka                 |
| Nejlepší obsazení ve filmu | |
| Black Panther – Angela Bassettová, Chadwick Boseman, Sterling K. Brown, Winston Duke, Martin Freeman, Danai Gurira, Michael B. Jordan, Daniel Kaluuya, Lupita Nyong'o, Andy Serkis, Forest Whitaker a Letitia Wright - BlacKkKlansman – Harry Belafonte, Adam Driver, Topher Grace, Laura Harrier, Corey Hawkins a John David Washington - Bohemian Rhapsody – Lucy Boynton, Aidan Gillen, Ben Hardy, Tom Hollander, Gwilym Lee, Allen Leech, Rami Malek, Joe Mazzello a Mike Myers - Šíleně bohatí Asiati – Awkwafina, Gemma Chan, Henry Golding, Ken Jeong, Lisa Lu, Harry Shum Jr., Constance Wu a Michelle Yeoh - Zrodila se hvězda – Dave Chappelle, Andrew Dice Clay, Bradley Cooper, Sam Elliott, Rafi Gavron, Lady Gaga a Anthony Ramos | |

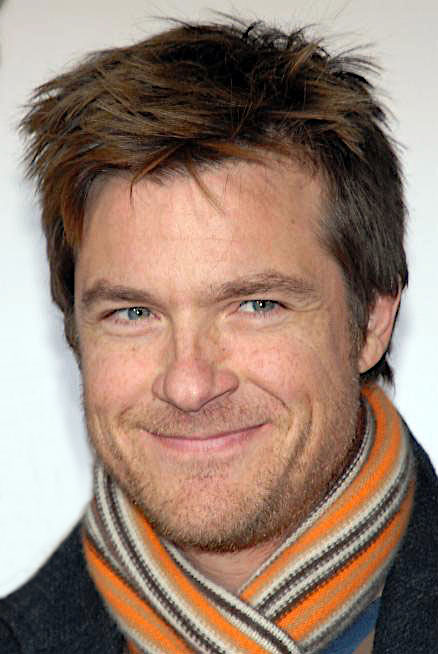
Jason Bateman, vítěz v kategorii nejlepší mužský herecký výkon v seriálu (drama)

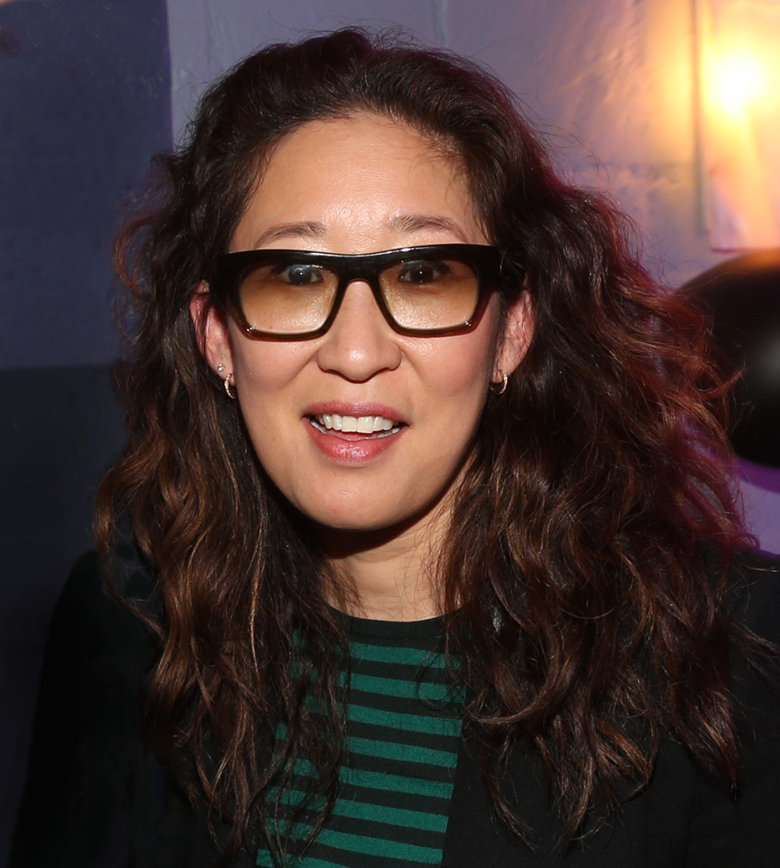
Sandra Oh, vítězka v kategorii nejlepší ženský herecký výkon v seriálu (drama)

| Nejlepší výkon kaskaderského souboru ve filmu | |
| Black Panther - Ant-Man a Wasp - Avengers: Infinity War - Balada o Busterovi Scruggsovi - Mission: Impossible – Fallout | |

### Televize
| Nejlepší mužský herecký výkon v seriálu (drama) | Nejlepší ženský herecký výkon v seriálu (drama) |
| --- | --- |
| Jason Bateman jako Martin Byrde – Ozark - Sterling K. Brown jako Randall Pearson – Tohle jsme my - Bob Odenkirk jako Jimmy McGill/Saul Goodman – Volejte Saulovi - John Krasinski jako Jack Ryan – Jack Ryan - Joseph Fiennes jako Fred Waterford – Příběh služebnice | Sandra Oh jako Eve Polastri – Na mušce - Elisabeth Mossová jako June Osborne/Offred – Příběh služebnice - Laura Linneyová jako Wendy Byrde – Ozark - Robin Wright jako Claire Underwood – Dům z karet - Julia Garner jako Ruth Langmore – Ozark                                                                              |
| Nejlepší mužský herecký výkon v seriálu (komedie) | Nejlepší ženský herecký výkon v seriálu (komedie) |
| Tony Shalhoub jako Abe Weissman – The Marvelous Mrs. Maisel - Michael Douglas jako Sandy Kominsky – Kominského metoda - Alan Arkin jako Norman Newlander – Kominského metoda - Bill Hader jako Barry Berkman/Barry Block – Barry - Henry Winkler jako Gene Cousineau – Barry | Rachel Brosnahanová jako Miriam Maisel – The Marvelous Mrs. Maisel - Alex Borsteinová jako Susie Myerson – The Marvelous Mrs. Maisel - Alison Brie jako Ruth Wilder– GLOW - Jane Fonda jako Grace Hanson – Grace a Frankie - Lily Tomlin jako Frankie Bergstein – Grace a Frankie                                            |
| Nejlepší mužský herecký výkon v minisérii nebo TV filmu | Nejlepší ženský herecký výkon v minisérii nebo TV filmu |
| Darren Criss jako Andrew Cunanan – The Assassination of Gianni Versace: American Crime Story - Antonio Banderas jako Pablo Picasso – Génius - Picasso - Bill Pullman jako Harry Ambrose – Hříšná duše - Anthony Hopkins jako Lear – Král Lear - Hugh Grant jako Jeremy Thorpe – Skandál po anglicku | Patricia Arquette jako Tilly Mitchell – Útěk z vězení v Dannemoře - Amy Adams jako Camille Preaker – Ostré předměty - Patricia Clerkson jako Adora Crellin – Ostré předměty - Penélope Cruz jako Donatella Versace – The Assassination of Gianni Versace: American Crime Story - Emma Stoneová jako Annie Landsberg – Maniak |
| Nejlepší obsazení (drama) | |
| Tohle jsme my – Eris Baker, Alexandra Breckenridge, Sterling K. Brown, Niles Fitch, Mackenzie Hancsicsak, Justin Hartley, Faithe Herman, Jon Huertas, Melanie Liburd, Chrissy Metz, Mandy Moore, Lyric Ross, Chris Sullivan, Milo Ventimiglia, Susan Kelechi Watson a Hannah Zeile - Takoví normální Američané – Anthony Arkin, Scott Cohen, Brandon J. Dirden, Noah Emmerich, Laurie Holden, Margo Martindale, Matthew Rhys, Costa Ronin, Keri Russell, Keidrich Sellati, Miriam Shor a Holly Taylor - Volejte Saulovi – Jonathan Banks, Rainer Bock, Ray Campbell, Giancarlo Esposito, Michael Mando, Bob Odenkirk a Rhea Seehorn - Příběh služebnice – Alexis Bledel, Madeline Brewer, Amanda Brugel, Ann Dowd, O. T. Fagbenle, Joseph Fiennes, Nina Kiri, Max Minghella, Elisabeth Mossová, Yvonne Strahovski, Sydney Sweeney a Bahia Watson - Ozark – Jason Bateman, Lisa Emery, Skylar Gaertner, Julia Garner, Darren Goldstein, Jason Butler Harner, Carson Holmes, Sofia Hublitz, Laura Linneyová, Trevor Long, Janet McTeer, Peter Mullan, Jordana Spiro, Charlie Tahan, Robert Treveiler a Harris Yulin | |
| Nejlepší obsazení (komedie) | |
| The Marvelous Mrs. Maisel – Caroline Aaron, Alex Borsteinová, Rachel Brosnahanová, Marin Hinkle, Zachary Levi, Kevin Pollak, Tony Shalhoub, Brian Tarantina a Michael Zegen - Atlanta – Khris Davis, Donald Glover, Brian Tyree Henry a Lakeith Stanfield - Barry – Darrell Britt-Gibson, D'Arcy Carden, Andy Carey, Anthony Carrigan, Rightor Doyle, Glenn Fleschler, Alejandro Furth, Sarah Goldberg, Bill Hader, Kirby Howell-Baptiste, Paula Newsome, John Pirruccello, Stephen Root a Henry Winkler - GLOW: Nádherné ženy wrestlingu – Britt Baron, Shakira Barrera, Alison Brie, Kimmy Gatewood, Betty Gilpin, Rebekka Johnson, Chris Lowell, Sunita Mani, Marc Maron, Kate Nash, Sydelle Noel, Victor Quinaz, Gayle Rankin, Bashir Salahuddin, Kia Stevens, Jackie Tohn, Ellen Wong a Britney Young - Kominského metoda – Jenna Lyng Adams, Alan Arkin, Sarah Baker, Casey Thomas Brown, Michael Douglas, Ashleigh LaThrop, Emily Osment, Graham Rogers, Susan Sullivan, Melissa Tang a Nancy Travis | |
| Nejlepší výkon kaskaderského souboru | |
| GLOW: Nádherné ženy wrestlingu - Daredevil - Jack Ryan - Živí mrtví - Westworld | |

### Celoživotní ocenění
- Alan Arkin